# Branchenverzeichnis
Ein Branchenverzeichnis oder Branchenbuch ist ein nach Branchen geordnetes Verzeichnis von Unternehmen. Es kann sowohl in gedruckter als auch in digitaler Form vorliegen.
Ein Branchenverzeichnis liefert üblicherweise alphabetisch geordnete Listungen von Unternehmen in einer definierten geografischen Region (z. B. München oder Bayern), die wiederum in Branchen unterteilt sind (z. B. Tischler).

## Geschichte
Das erste gedruckte Branchenverzeichnis lässt sich auf Reuben Donelleys Unternehmen „DEX One“ zurückführen und kam in Texas 1886 auf den Markt. In Deutschland wurden die ersten Branchenverzeichnisse Ende des 19. Jahrhunderts veröffentlicht. Neben den Gelben Seiten gab es seit jeher weitere Branchenverzeichnisse, zumeist mit besonderem regionalen Fokus. Der Begriff „Gelbe Seiten“ ist in vielen Ländern kein geschützter Begriff und gilt beispielsweise in den USA als kategorischer Begriff für Branchenverzeichnisse.
Branchenverzeichnisse wurden traditionell von Telefongesellschaften herausgegeben (z. B. DeTeMedien), allerdings gibt es mittlerweile zahlreiche private Anbieter. Branchenverzeichnisse werden üblicherweise jährlich herausgegeben und kostenlos an Haushalte und Unternehmen in der entsprechenden Region verteilt. Die Finanzierung erfolgt üblicherweise über Werbeinserate oder bevorzugte Listenpositionen. Es existieren auch spezialisierte Branchenverzeichnisse, zum Beispiel für Handwerk und den Bau.
Nach der Liberalisierung des Post- und Telekommunikationsmarktes in Deutschland können seit 1992 bzw. 1994 unter bestimmten Voraussetzungen auch konkurrierende Anbieter auf die offiziellen Teilnehmerdaten der Deutschen Telekom bzw. ihrer Rechtsträger zugreifen.
Auch online sind Branchenverzeichnisse wie beispielsweise Yelp oder KlickTel verfügbar. Die verfügbaren Informationen umfassen üblicherweise Daten des Unternehmens wie Adresse, Telefonnummer, E-Mail und Website. Darüber hinaus werden teilweise zusätzliche Dienste wie Karten oder Routenplaner angeboten. Weltweit gesehen zeigt sich ein Trend, wonach die Internetangebote die gedruckten Versionen ablösen. Mit Stand 2011 werden allerdings weiterhin mehr als 70 % des Umsatzes der Branche durch gedruckte Branchenverzeichnisse generiert und nur 30 % durch Online-Angebote.